# سیارک ۲۴۳۷۸
سیارک ۲۴۳۷۸ (به انگلیسی: 24378 Katelyngibbs، نامگذاری:2000AZ154) بیست و چهار هزار و سیصد و هفتاد و هشتمین سیارک کشف شده‌است که در ۳ ژانویه ۲۰۰۰ کشف شد.
قدر مطلق سیارک برابر ۱۱.۲ است.